# گاوین جیمز
گاوین جیمز (انگلیسی: Gavin James؛ زادهٔ ۵ ژوئیهٔ ۱۹۹۱) خواننده-ترانه‌پرداز اهل جمهوری ایرلند است. وی از سال ۲۰۱۳ میلادی تاکنون مشغول فعالیت بوده‌است.